# Gentianella bohemica
Gentianella bohemica là một loài thực vật có hoa trong họ Long đởm. Loài này được Skalický mô tả khoa học đầu tiên năm 1969.